# Spielvereinigung 1916 Erkenschwick 1980-1981
Questa voce raccoglie le informazioni riguardanti la Spielvereinigung 1916 Erkenschwick nelle competizioni ufficiali della stagione 1980-1981.

## Stagione
Nella stagione 1980-1981 l'Erkenschwick, allenato da Klaus Quinkert, concluse il campionato di 2. Bundesliga al 21º posto. In Coppa di Germania l'Erkenschwick fu eliminato al primo turno dall'Arminia Hannover.

## Rosa
| N. |                     | Ruolo | Calciatore             |
| -- | ------------------- | ----- | ---------------------- |
|    | Germania (bandiera) | P     | Dietmar Wiese          |
|    | Germania (bandiera) | P     | Roger Wilkendorf       |
|    | Germania (bandiera) | D     | Dietmar Draheim        |
|    | Germania (bandiera) | D     | Horst Koschmieder      |
|    | Germania (bandiera) | D     | Franz-Josef Laufer     |
|    | Germania (bandiera) | D     | Hans-Jürgen Wittkamp   |
|    | Germania (bandiera) | C     | Uwe Eplinius           |
|    | Germania (bandiera) | C     | Werner Gmeiner         |
|    | Germania (bandiera) | C     | Gisbert Horsthemke     |
|    | Germania (bandiera) | C     | Klaus-Peter Kerkemeier |
|    | Germania (bandiera) | C     | Hans-Georg Lange       |

| N. |                     | Ruolo | Calciatore           |
| -- | ------------------- | ----- | -------------------- |
|    | Germania (bandiera) | C     | Frank Pfeifer        |
|    | Germania (bandiera) | C     | Günter Saak          |
|    | Germania (bandiera) | A     | André Beckmann       |
|    | Germania (bandiera) | A     | Manfred Bojarzin     |
|    | Germania (bandiera) | A     | Eckehard Eigenwillig |
|    | Germania (bandiera) | A     | Rainer Fischer       |
|    | Germania (bandiera) | A     | Heinz Kempka         |
|    | Germania (bandiera) | A     | Olaf Klack           |
|    | Germania (bandiera) | A     | Hans-Werner Melis    |
|    | Germania (bandiera) | A     | Jürgen Nabrotzki     |
|    | Germania (bandiera) | A     | Wolfgang Pache       |

## Organigramma societario
Area tecnica
- Allenatore: Klaus Quinkert
- Allenatore in seconda:
- Preparatore dei portieri:
- Preparatori atletici:

## Calciomercato

### Sessione estiva
| Acquisti | Acquisti             | Acquisti         | Acquisti |
| R.       | Nome                 | da               | Modalità |
| -------- | -------------------- | ---------------- | -------- |
| A        | Jürgen Nabrotzki     | RW Oberhausen    |          |
| A        | Eckehard Eigenwillig | DSC Wanne-Eickel |          |
| D        | Franz-Josef Laufer   | Westfalia Herne  |          |
| A        | Wolfgang Pache       | Paderborn        |          |
| P        | Dietmar Wiese        | DSC Wanne-Eickel |          |

| Cessioni | Cessioni       | Cessioni        | Cessioni |
| R.       | Nome           | a               | Modalità |
| -------- | -------------- | --------------- | -------- |
| C        | Günter Wille   | Preußen Münster |          |
| A        | Gisbert Paus   | Gütersloh       |          |
| C        | Sönke Wortmann | Westfalia Herne |          |

### Sessione invernale
| Acquisti | Acquisti | Acquisti | Acquisti |
| R.       | Nome     | da       | Modalità |
| -------- | -------- | -------- | -------- |

| Cessioni | Cessioni | Cessioni | Cessioni |
| R.       | Nome     | a        | Modalità |
| -------- | -------- | -------- | -------- |

## Risultati

### 2. Bundesliga

#### Girone di andata
| Arbitro: | Gathmann |

|                                                                      |           |             |
| Runge 3’ Laufer 30’ (aut.) Kerkemeier 32’ (aut.) Stradt 54’ Wolf 78’ | Marcatori | 37’ Fischer |

| Arbitro: | Hennig |

|           |           |                    |
| Wille 65’ | Marcatori | 79’ Grobe 90’ Worm |

| Arbitro: | Zimmermann |

|                                            |           |             |
| Bartels 15’ Krumbein 28’, 78’ Rischker 89’ | Marcatori | 79’ Draheim |

| Arbitro: | Kespohl |

|                         |           |                      |
| Laufer 16’ Wittkamp 87’ | Marcatori | 42’ Möller 54’ Daras |

| Arbitro: | Meijerink |

|                               |           |  |
| Pache 21’, 47’ Wille 43’, 79’ | Marcatori |  |

| Arbitro: | Kautschor |

|                           |           |  |
| Lenz 12’, 70’ Seegler 22’ | Marcatori |  |

| Arbitro: | Schön |

|  |           |             |
|  | Marcatori | 84’ Eickels |

| Arbitro: | Horstmann |

|                                       |           |           |
| Wesseler 11’, 79’ Remark 26’ Mohr 28’ | Marcatori | 13’ Wille |

| Arbitro: | Gabriel |

|  |           |                     |
|  | Marcatori | 4’ Mill 84’ Lippens |

| Arbitro: | Prinz |

|             |           |  |
| Bittorf 61’ | Marcatori |  |

| Arbitro: | Kopka |

|                |           |                |
| Horsthemke 74’ | Marcatori | 32’ Offermanns |

| Arbitro: | Assenmacher |

|            |           |  |
| Helmes 89’ | Marcatori |  |

| Oer-Erkenschwick 11 ottobre 1980 13ª giornata | Erkenschwick | 0 – 0 referto | Hannover 96 | Stimbergstadion (3 500 spett.)\| Arbitro: \| Diekert \| |
| Arbitro:                                      | Diekert      |               |             |                                                         |

| Arbitro: | Kohnen |

|                      |           |           |
| Drews 8’ Reiners 67’ | Marcatori | 21’ Pache |

| Arbitro: | Wippker |

|                       |           |                          |
| Fischer 56’ Pache 59’ | Marcatori | 7’ Lorenz 15’ Olaidotter |

| Arbitro: | Eschenbach |

|                           |           |                |
| Wolf 38’ (rig.) Keese 82’ | Marcatori | 18’ Horsthemke |

| Arbitro: | Retzmann |

|                |           |  |
| Horsthemke 55’ | Marcatori |  |

| Arbitro: | Heitmann |

|                      |           |             |
| Schilling 82’ (rig.) | Marcatori | 90’ Fischer |

| Arbitro: | Wuttke |

|                                               |           |                           |
| Darsow 54’ (aut.) Laufer 66’ (rig.) Melis 89’ | Marcatori | 39’ Osterkamp 41’ Poesger |

| Arbitro: | Zittrich |

|                        |           |                |
| Ochmann 22’ Segler 77’ | Marcatori | 65’ Horsthemke |

| Arbitro: | Pauly |

|  |           |                                      |
|  | Marcatori | 6’, 11’ Mödrath 26’ Rolff 83’ Werres |

#### Girone di ritorno
| Arbitro: | Kasperowski |

|                     |           |                                            |
| Pache 18’ Melis 90’ | Marcatori | 9’ (rig.) Thomas 32’ Rühle 44’ Clute-Simon |

| Arbitro: | Zimmermann |

|                       |           |  |
| Bruns 22’ Zavišić 90’ | Marcatori |  |

| Arbitro: | Stark |

|                                   |           |                                    |
| Nabrotzki 3’ Laufer 27’ Pache 72’ | Marcatori | 34’ Scheiba 73’ Gerland 89’ Puppel |

| Arbitro: | Puchalski |

|                              |           |                                            |
| Eplinius 23’ Eigenwillig 49’ | Marcatori | 75’ Jendrossek 81’ Hermes 90’ (aut.) Melis |

| Arbitro: | Retzmann |

|                          |           |                          |
| Goll 50’ Guðlaugsson 51’ | Marcatori | 21’ Kerkemeier 57’ Pache |

| Arbitro: | Mölm |

|                        |           |                 |
| Stelzer 69’ Larsen 76’ | Marcatori | 67’ Eigenwillig |

| Arbitro: | Gathmann |

|  |           |               |
|  | Marcatori | 85’ Nabrotzki |

| Arbitro: | Burgers |

|               |           |                                            |
| Nabrotzki 18’ | Marcatori | 38’ Jüttner 53’ Okudera 70’, 71’ Killmaier |

| Arbitro: | Mölm |

|                          |           |  |
| Klinger 48’ Drescher 55’ | Marcatori |  |

| Arbitro: | Puchalski |

|                         |           |                 |
| Pache 42’ Nabrotzki 84’ | Marcatori | 32’ Heddinghaus |

| Arbitro: | Schön |

|                   |           |                |
| Meier 7’ Kamp 57’ | Marcatori | 37’ Kerkemeier |

| Arbitro: | Kautschor |

|                  |           |                                               |
| Busch 56’ (aut.) | Marcatori | 20’ Hadifar 59’ Wrede 76’ (rig.) Wischniewski |

| Arbitro: | Barnick |

|                                                                |           |                 |
| Schatzschneider 12’, 16’, 27’, 32’ Kleppinger 42’ Bebensee 53’ | Marcatori | 66’ Eigenwillig |

| Arbitro: | Roth |

|  |           |                              |
|  | Marcatori | 52’ (rig.) Reiners 65’ Drews |

| Arbitro: | Kasperowski |

|                                                   |           |  |
| Hochheimer 65’ Tune-Hansen 68’ Feilzer 85’ (rig.) | Marcatori |  |

| Arbitro: | Kohnen |

|                           |           |            |
| Melis 40’ Eigenwillig 80’ | Marcatori | 30’ Kaczor |

| Arbitro: | Nolte |

|              |           |  |
| Sprenger 42’ | Marcatori |  |

| Arbitro: | Assenmacher |

|           |           |              |
| Melis 22’ | Marcatori | 9’ Schilling |

| Arbitro: | Gabor |

|                                       |           |             |
| Meisterfeld 76’ Specht 81’ Klinge 89’ | Marcatori | 44’ Gmeiner |

| Arbitro: | Fiene |

|                                                |           |  |
| Snater 36’, 68’ Wolter 64’ (rig.) Dybowski 70’ | Marcatori |  |

| Arbitro: | Malbranc |

|                                  |           |                                 |
| Pache 24’, 65’, 89’ Wittkamp 42’ | Marcatori | 50’ Diekmann 66’ (rig.) Seegler |

### Coppa di Germania
| Arbitro: | Winkler |

|                             |           |           |
| Dölitzsch 24’ Nikolajew 56’ | Marcatori | 64’ Pache |

## Statistiche

### Statistiche di squadra
| Competizione      | Punti | In casa | In casa | In casa | In casa | In casa | In casa | In trasferta | In trasferta | In trasferta | In trasferta | In trasferta | In trasferta | Totale | Totale | Totale | Totale | Totale | Totale | DR  |
| Competizione      | Punti | G       | V       | N       | P       | Gf      | Gs      | G            | V            | N            | P            | Gf           | Gs           | G      | V      | N      | P      | Gf     | Gs     | DR  |
| ----------------- | ----- | ------- | ------- | ------- | ------- | ------- | ------- | ------------ | ------------ | ------------ | ------------ | ------------ | ------------ | ------ | ------ | ------ | ------ | ------ | ------ | --- |
| 2. Bundesliga     | 22    | 21      | 6       | 6       | 9       | 32      | 39      | 21           | 1            | 2            | 18           | 14           | 52           | 42     | 7      | 8      | 27     | 46     | 91     | -45 |
| Coppa di Germania | -     | 0       | 0       | 0       | 0       | 0       | 0       | 1            | 0            | 0            | 1            | 1            | 2            | 1      | 0      | 0      | 1      | 1      | 2      | -1  |
| Totale            | 22    | 21      | 6       | 6       | 9       | 32      | 39      | 22           | 1            | 2            | 19           | 15           | 54           | 43     | 7      | 8      | 28     | 47     | 93     | -46 |

### Andamento in campionato
| Giornata  | 1  | 2  | 3  | 4  | 5  | 6  | 7  | 8  | 9  | 10 | 11 | 12 | 13 | 14 | 15 | 16 | 17 | 18 | 19 | 20 | 21 | 22 | 23 | 24 | 25 | 26 | 27 | 28 | 29 | 30 | 31 | 32 | 33 | 34 | 35 | 36 | 37 | 38 | 39 | 40 | 41 | 42 |
| --------- | -- | -- | -- | -- | -- | -- | -- | -- | -- | -- | -- | -- | -- | -- | -- | -- | -- | -- | -- | -- | -- | -- | -- | -- | -- | -- | -- | -- | -- | -- | -- | -- | -- | -- | -- | -- | -- | -- | -- | -- | -- | -- |
| Luogo     | T  | C  | T  | C  | C  | T  | C  | T  | C  | T  | C  | T  | C  | T  | C  | T  | C  | T  | C  | T  | C  | C  | T  | C  | C  | T  | T  | T  | C  | T  | C  | T  | C  | T  | C  | T  | C  | T  | C  | T  | T  | C  |
| Risultato | P  | P  | P  | N  | V  | P  | P  | P  | P  | P  | N  | P  | N  | P  | N  | P  | V  | N  | V  | P  | P  | P  | P  | N  | P  | N  | P  | V  | P  | P  | V  | P  | P  | P  | P  | P  | V  | P  | N  | P  | P  | V  |
| Posizione | 22 | 22 | 22 | 22 | 18 | 21 | 21 | 21 | 21 | 22 | 22 | 22 | 22 | 22 | 22 | 22 | 22 | 22 | 22 | 22 | 22 | 22 | 22 | 22 | 22 | 21 | 22 | 21 | 22 | 22 | 22 | 22 | 22 | 22 | 22 | 22 | 21 | 21 | 21 | 21 | 21 | 21 |

Legenda:

Luogo: C = Casa; T = Trasferta. Risultato: V = Vittoria; N = Pareggio; P = Sconfitta.

### Statistiche dei giocatori
| Giocatore      | 2. Bundesliga | 2. Bundesliga | 2. Bundesliga | 2. Bundesliga | Coppa di Germania | Coppa di Germania | Coppa di Germania | Coppa di Germania | Totale   | Totale | Totale      | Totale     |
| Giocatore      | Presenze      | Reti          | Ammonizioni   | Espulsioni    | Presenze          | Reti              | Ammonizioni       | Espulsioni        | Presenze | Reti   | Ammonizioni | Espulsioni |
| -------------- | ------------- | ------------- | ------------- | ------------- | ----------------- | ----------------- | ----------------- | ----------------- | -------- | ------ | ----------- | ---------- |
| A. Beckmann    | 23            | 0             | 0             | 0             | 1                 | 0                 | 0                 | 0                 | 24       | 0      | 0           | 0          |
| M. Bojarzin    | 3             | 0             | 0             | 0             | 0                 | 0                 | 0                 | 0                 | 3        | 0      | 0           | 0          |
| D. Draheim     | 30            | 1             | 4             | 0             | 1                 | 0                 | 0                 | 0                 | 31       | 1      | 4           | 0          |
| E. Eigenwillig | 30            | 4             | 1             | 0             | 0                 | 0                 | 0                 | 0                 | 30       | 4      | 1           | 0          |
| U. Eplinius    | 38            | 1             | 5             | 0             | 1                 | 0                 | 1                 | 0                 | 39       | 1      | 6           | 0          |
| R. Fischer     | 32            | 3             | 2             | 0             | 0                 | 0                 | 0                 | 0                 | 32       | 3      | 2           | 0          |
| W. Gmeiner     | 36            | 1             | 8             | 0             | 0                 | 0                 | 0                 | 0                 | 36       | 1      | 8           | 0          |
| G. Horsthemke  | 36            | 4             | 12            | 0             | 1                 | 0                 | 1                 | 0                 | 37       | 4      | 13          | 0          |
| H. Kempka      | 2             | 0             | 0             | 0             | 0                 | 0                 | 0                 | 0                 | 2        | 0      | 0           | 0          |
| K. Kerkemeier  | 32            | 2             | 3             | 1             | 1                 | 0                 | 0                 | 0                 | 33       | 2      | 3           | 1          |
| O. Klack       | 5             | 0             | 0             | 0             | 0                 | 0                 | 0                 | 0                 | 5        | 0      | 0           | 0          |
| H. Koschmieder | 0             | 0             | 0             | 0             | 0                 | 0                 | 0                 | 0                 | 0        | 0      | 0           | 0          |
| H. Lange       | 8             | 0             | 0             | 0             | 1                 | 0                 | 0                 | 0                 | 9        | 0      | 0           | 0          |
| F. Laufer      | 40            | 3             | 1             | 0             | 1                 | 0                 | 0                 | 0                 | 41       | 3      | 1           | 0          |
| H. Melis       | 37            | 4             | 10            | 0             | 1                 | 0                 | 0                 | 0                 | 38       | 4      | 10          | 0          |
| J. Nabrotzki   | 24            | 4             | 2             | 1             | 0                 | 0                 | 0                 | 0                 | 24       | 4      | 2           | 1          |
| W. Pache       | 40            | 11            | 1             | 0             | 1                 | 1                 | 0                 | 0                 | 41       | 12     | 1           | 0          |
| F. Pfeifer     | 18            | 0             | 4             | 0             | 1                 | 0                 | 0                 | 0                 | 19       | 0      | 4           | 0          |
| G. Saak        | 3             | 0             | 0             | 0             | 1                 | 0                 | 0                 | 0                 | 4        | 0      | 0           | 0          |
| D. Wiese       | 38            | 0             | 1             | 0             | 1                 | 0                 | 0                 | 0                 | 39       | 0      | 1           | 0          |
| R. Wilkendorf  | 4             | 0             | 0             | 0             | 0                 | 0                 | 0                 | 0                 | 4        | 0      | 0           | 0          |
| G. Wille       | 9             | 4             | 2             | 0             | 0                 | 0                 | 0                 | 0                 | 9        | 4      | 2           | 0          |
| H. Wittkamp    | 36            | 2             | 4             | 0             | 1                 | 0                 | 0                 | 0                 | 37       | 2      | 4           | 0          |